# إمامزادة شاه إسماعيل (مقاطعة فسا)
امامزادة شاة إسماعيل (بالفارسية: امامزاده شاه اسماعیل) هي قرية تقع في Jangal Rural District في إيران. يقدر عدد سكانها بـ 13 نسمة .